# Two Steps from Hell
Two Steps From Hell è una società di diritto privato statunitense fondata nel 2006 dal britannico Nick Phoenix e dal norvegese Thomas J. Bergersen. Per estensione, il nome indica anche il gruppo formato dal duo che compone musica orchestrale per trailer cinematografici e televisivi.

## Discografia
La maggior parte degli album dei Two Steps from Hell non è destinata alla vendita. Le licenze d'uso per le loro musiche vengono concesse solo a produttori ed editori cinematografici e televisivi.
Il 3 maggio 2010 è stato pubblicato Invincible, primo album destinato alla vendita pubblica. La raccolta contiene i brani di maggior successo dei due compositori.
L'album è stato distribuito solo in digital delivery attraverso le piattaforme Amazon.com, iTunes Store e CDbaby.
Nel settembre 2011 è stato pubblicato Archangel, secondo album destinato alla vendita pubblica e sempre distribuito esclusivamente in digital delivery.
Le copertine degli album sono tutte realizzate da Steven Gilmore.
La canzone Heart of Courage è stata suonata negli stadi di UEFA EURO 2012 in ogni partita, nel momento in cui le squadre entravano in campo prima dell'esecuzione degli inni nazionali e nella cerimonia di premiazione quando Iker Casillas, capitano della Spagna, ha alzato al cielo la Coppa Henri Delaunay dopo aver battuto in finale l'Italia. 
È stata inoltre colonna sonora degli spot per il lancio della Ferrari FF e del Mercedes-Benz SUV, oltre al trailer del videogioco Mass Effect 2. È anche sigla iniziale del programma Ulisse Il piacere della scoperta, edizione 2013 e successive, di Alberto e Piero Angela; e del reality show L'isola dei famosi.
Il brano Victory è stato utilizzato come sigla di chiusura del programma Dritto e rovescio, condotto da Paolo Del Debbio.
Il brano Protectors of the Earth è stato utilizzato per diversi trailer cinematografici e spot televisivi.

### Album non in vendita
Elenco degli album non venduti ai consumatori ma solo a produttori ed editori cinematografici e televisivi:
- 2006 - Volume One
- 2006 - Shadows and Nightmares
- 2007 - Dynasty
- 2007 - All Drums Go To Hell
- 2007 - Pathogen
- 2007 - Nemesis
- 2008 - Dreams & Imaginations
- 2008 - Legend
- 2008 - Ashes
- 2009 - The Devil Wears Nada
- 2010 - Power of Darkness
- 2010 - All Drones Go To Hell
- 2010 - Illumina
- 2011 - Balls to the Wall
- 2011 - Nero
- 2012 - Two Steps From Heaven
- 2012 - Burn
- 2013 - Cyanide
- 2013 - Crime Lab
- 2014 - Open Conspiracy
- 2014 - Amaria
- 2014 - Too Big to Fail
- 2015 - Empire
- 2015 - Stronger Faster Braver

### Album in vendita
Elenco degli album in vendita ai consumatori:
- 2010 - Invincible
- 2011 - Illusions
- 2011 - Archangel
- 2012 - Demon's Dance
- 2012 - Halloween
- 2012 - SkyWorld
- 2013 - Classics Volume One
- 2013 - Speed of Sound
- 2014 - Miracles
- 2014 - Colin Frake on Fire Mountain
- 2014 - Sun
- 2015 - Battlecry
- 2015 - Legacy
- 2015 - Classics Volume Two
- 2016 - Vanquish
- 2017 - Unleashed
- 2019 - Dragon

### Altri album
Elenco degli album composti da altri artisti, pubblicati sotto l'etichetta Two Steps from Hell:
- 2011 - Sinners - composto da Aleksandar Dimitrijevic
- 2012 - Faction - composto da Brad Rue
- 2013 - Solaris - composto da Alex Pfeiffer
- 2013 - Orion - composto da Michał Cielecki
- 2014 - Quarantine - composto da Brad Rue

## Trailer
Le musiche dei Two Steps from Hell sono state utilizzate per i trailer dei seguenti film e videogiochi:
- 10.000 AC
- 1408
- 2012
- A Christmas Carol
- Aiuto vampiro
- Aliens vs. Predator 2
- Angeli e demoni
- Anna Karenina
- Ant Bully - Una vita da formica
- Arrow
- Assassin's Creed: Brotherhood
- Assassin's Creed IV: Black Flag
- Australia
- Avatar
- Babel
- Beastly
- Blood Diamond - Diamanti di sangue
- Bright Star
- Cars 2
- Cowboys & Aliens
- Crysis 3
- Dragonball Evolution
- Drive Angry
- E venne il giorno
- Giovani aquile
- Giù per il tubo
- Hanna
- Hannibal Lecter - Le origini del male
- Harry Potter e l'Ordine della Fenice
- Hellboy: The Golden Army
- I tre moschettieri
- Il buio nell'anima
- Il cavaliere oscuro
- Il codice da Vinci
- Il Gladiatore
- Il mistero delle pagine perdute - National Treasure
- Immortals
- Inception
- Indiana Jones e il regno del teschio di cristallo
- Inkheart - La leggenda di cuore d'inchiostro
- Interstellar
- Io sono leggenda
- Jennifer's Body
- Jonah Hex
- Jumper - Senza confini
- Killzone 3
- L'alba del pianeta delle scimmie
- L'assassinio di Jesse James per mano del codardo Robert Ford
- L'era glaciale 3 - L'alba dei dinosauri
- L'incredibile Hulk
- La bussola d'oro
- La leggenda di Beowulf
- La mummia - La tomba dell'Imperatore Dragone
- Le avventure del topino Despereaux
- Le cronache di Narnia - Il principe Caspian
- Le cronache di Narnia - Il viaggio del veliero
- Legion
- Leoni per agnelli
- Lo Hobbit - La battaglia delle cinque armate
- Ludwig II
- Mass Effect 2
- Mass Effect 3
- Merlin (serie televisiva)
- Mimzy - Il segreto dell'universo
- Miracolo a Sant'Anna
- Nella rete del serial killer
- Nemico pubblico - Public Enemies
- Nessuna verità
- Non è un paese per vecchi
- Operazione Valchiria
- Orphan
- Ortone e il mondo dei Chi
- Percy Jackson e gli dei dell'Olimpo - Il ladro di fulmini
- Piovono polpette
- Pirati dei Caraibi - Ai confini del mondo
- Pirati dei Caraibi - Oltre i confini del mare
- Presagio finale - First Snow
- Priest
- Prince of Persia - Le sabbie del tempo
- Profumo - Storia di un assassino
- Prospettive di un delitto
- Rapunzel - L'intreccio della torre
- Real Steel
- Renaissance
- Rendition - Detenzione illegale
- Resident Evil: Extinction
- Robin Hood
- Rovine
- Ryse: Son of Rome
- Salt
- Sanctum 3D
- Sherlock Holmes
- Shutter Island
- Simon and the Oaks
- Spider-Man 3
- Star Trek
- Stardust
- Super 8
- Sweeney Todd - Il diabolico barbiere di Fleet Street
- The 11th Hour - L'undicesima ora
- The Avengers (film 2012)
- The Eagle
- The Fighter
- The Guardian - Salvataggio in mare
- The Hitcher
- The Libertine
- The Town
- The Twilight Saga: Breaking Dawn - Parte 1
- The Twilight Saga: Eclipse
- The Twilight Saga: New Moon
- The Young Victoria
- The Witcher 3: Wild Hunt
- Transformers 3
- Tutti gli uomini del re
- Twilight
- Uncharted 4: Fine di un ladro
- Up
- Ulisse il piacere della scoperta
- Vietnam in HD
- WALL•E
- Watchmen
- Whiteout - Incubo bianco
- World Invasion
- X-Men - Conflitto finale
- X-Men - L'inizio
- X-Men - Giorni di un futuro passato
- Trailer di annuncio della PlayStation 4
- World Wars (colonna sonora) - documentario di History Channel